# Servei de taula

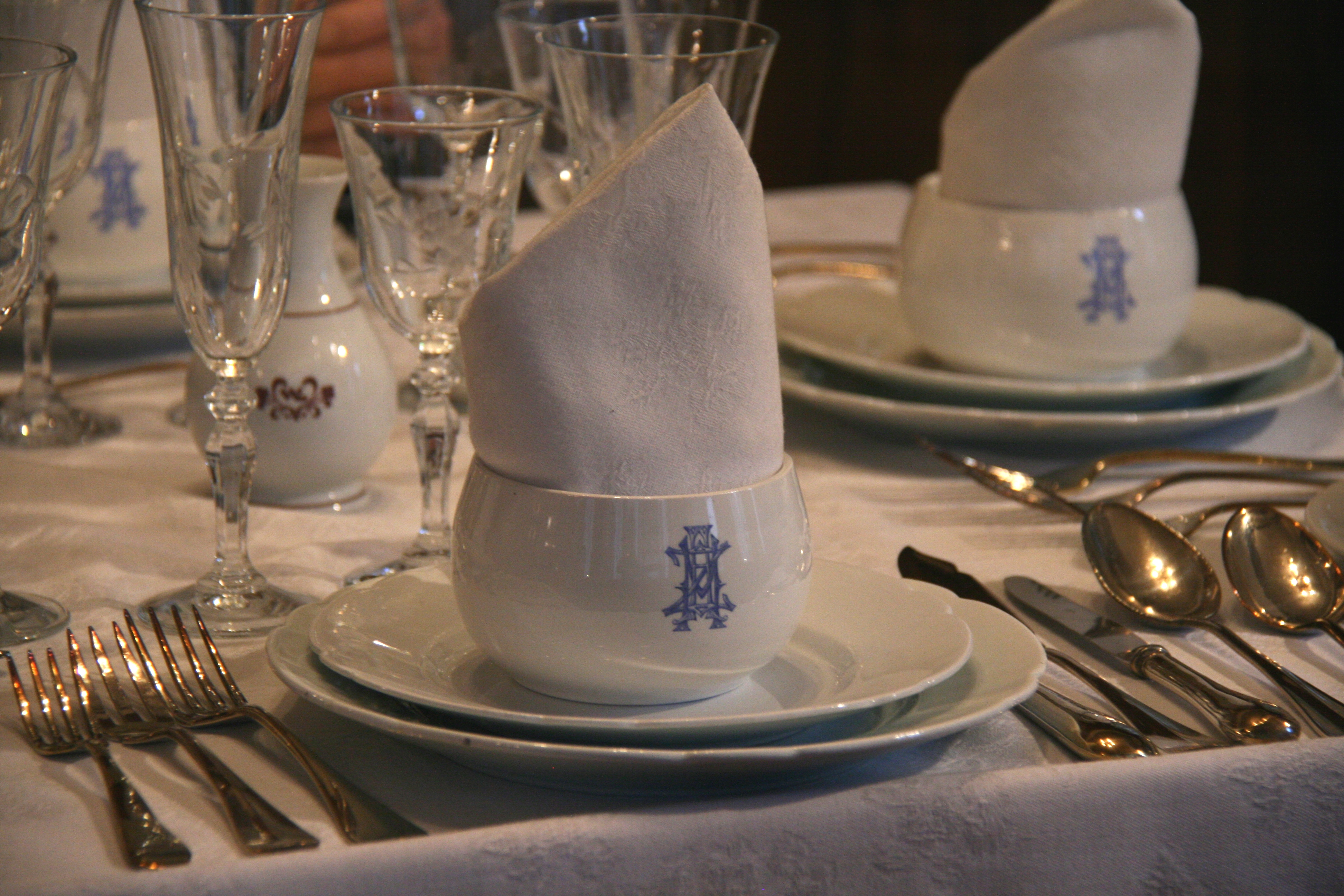
Servei de taula en un "Wagon-restaurant" de luxe.

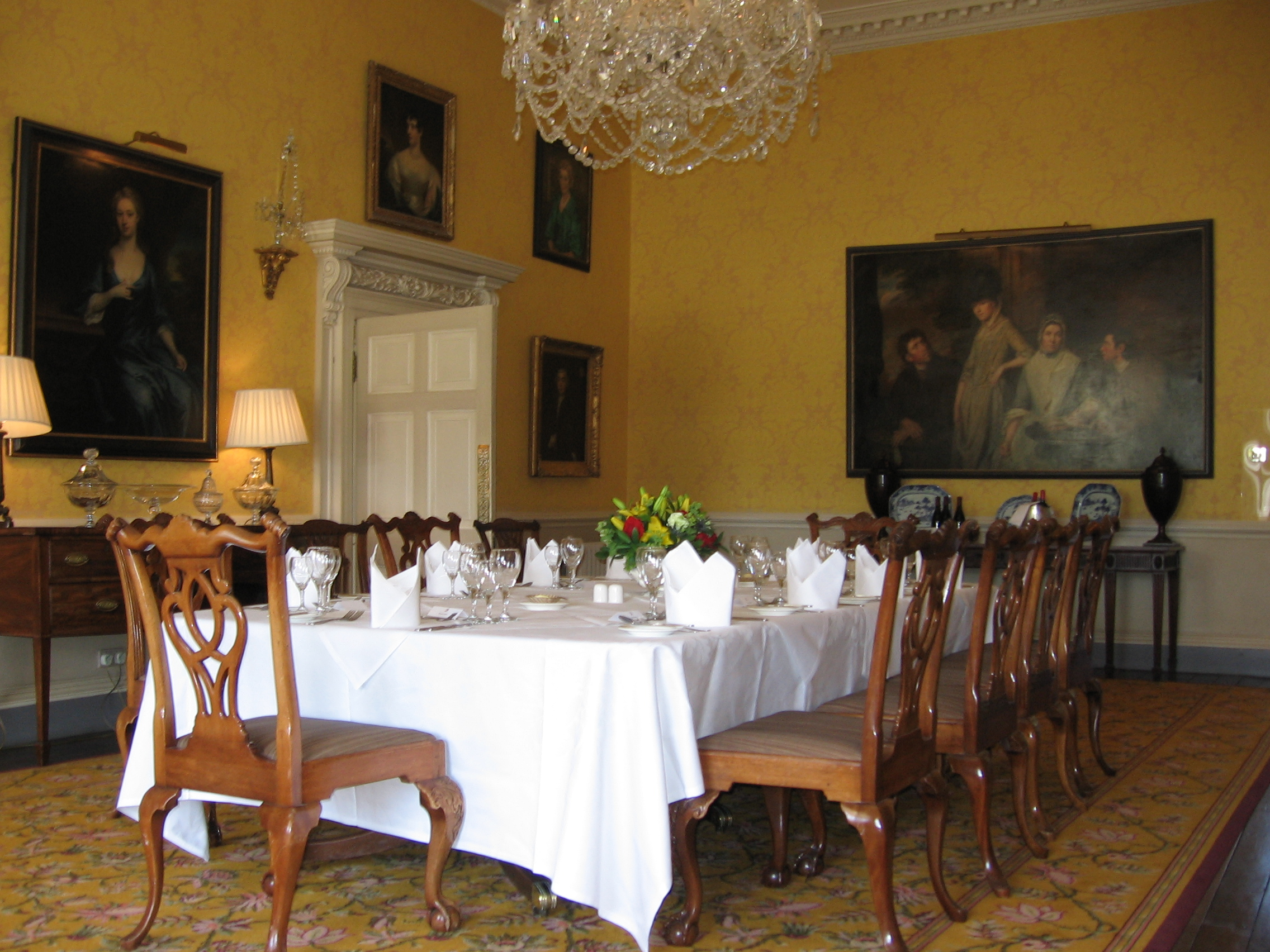
Taula posada.

El servei de taula és tant la vaixella i les estovalles destinades al servei de la taula com la seva disposició, així com l'activitat del servent que serveix la taula. Està sotmès a convencions de certa rigidesa protocol·lària, especialment en els banquets i menjars d'alguna solemnitat, en la pràctica de les cases reials i nobles durant l'edat mitjana i l'Antic Règim, i en què, per emulació, se seguia en els domicilis de les classes altes i la burgesia del segle xix i la primera meitat del segle xx.
En el negoci contemporani de l'hostaleria (restaurants, bars, pubs i establiments similars), el servei de taula és el servei que fa un cambrer/a quan serveix beguda sobre menjars a la taula dels comensals. És diferent del servei de barra (més típic dels bars) en què la sol·licitud i el servei es fa directament a la barra (no en la taula dels comensals). en la majoria dels restaurants de tot el món el servei de taula és el més comú mentre que en els restaurants de menjar ràpid el més habitual és un servei de barra (o taulell).

## Característiques
En el servei de taula per regla general el cambrer sol·licita i serveix els plats o begudes als comensals. En aquest tipus de servei els clients paguen abans d'abandonar la taula i generalment ho fan a la persona que els va atendre. En alguns països el servei està inclòs en el preu de les consumicions, mentre que en altres s'hi ha d'afegir una propina.

## Regles per a un servei de taula
Per regla general, s'entén que un servei de taula és reeixit quan el cambrer respecta les regles seguints::
- Diligència. Se serveixen primer les begudes i els aperitius per a alleugerir l'espera als comensals, i se serveixen els plats així que surten de la cuina.
- Educació. Cal tractar el client amb respecte i sempre amb la discreció adequada, mantenint les distàncies i sense alçar la veu, sempre amb cura pel to.
- No esgotar. Apressar és dolent; incomoda els clients en gran manera. En cas de presses, hi ha serveis de barra en què no hi ha cambrers.
- No molestar. Cal procurar de no interrompre les converses de les taules: Cal memoritzar els plats sol·licitats i les persones que els han sol·licitat, preveure certes necessitats dels comensals com salers, vinagreres, etc. i no preguntar en excés pel menjar.

La regla general d'un bon servei de taula és que es noti només al començament (en fer la comanda) i al final (quan es paga el compte).

## Tipus de serveis
- Servei a la russa - És el servei davant del comensal, en una taula auxiliar el cambrer dona el toc final al plat davant dels clients i el cambrer ofereix les racions[1]
- Servei a l'anglesa - Un cap de taula serveix tots i cada un dels comensals les mateixes porcions.
- Servei americà - És quan el o els plats són portats directament de la cuina.